# Nachole
Nachole è un sottodistretto (upazila) del Bangladesh situato nel distretto di Chapai Nawabganj, divisione di Rajshahi. Si estende su una superficie di 283,68 km² e conta una popolazione di 146.627  abitanti (censimento 2011).